# Sant'Antonio Abate (Castelnuovo Parano)
Sant'Antonio Abate è una frazione del comune di Castelnuovo Parano, in provincia di Frosinone. La frazione è di sviluppo relativamente recente, grazie alla notevole importanza assunta localmente dalla SR 630 Cassino-Formia che l'attraversa.

## Storia
L'abate di Montecassino Desiderio, poiché da Fratte e da Traetto venivano insidiati i possedimenti dell'Abbazia, nel 1059 fece edificare un castello per difendere e delimitare i confini della Terra di San Benedetto, "castellum, cui Novum proprie nomen inditum est, in monte, qui Peranus dicitur" (Chronica 1980, III, 11, p. 373).
Si ritiene la Chiesa di Sant'Antonio Abate coeva alla costruzione del castellum. Vi si trovano affreschi medioevale di stile bizantino e cassinese. La chiesa di Sant'Antonio Abate fu realizzata al di fuori delle mura, "in Ca(m)pestribus extra dictum castrum" (Registrum XIII visitationis, f. 72v), alla fine dell'XI secolo.

## Società

### Tradizioni e folclore
Secondo la tradizione, da Castro dei Volsci giunse miracolosamente qui il gruppo ligneo della Madonna col Bambino vincendo per tre volte l'opposizione dei Castresi; la statua viene venerata nel santuario della Madonna del Piano di Ausonia. Ogni tre anni a Sant'Antonio, presso una cappella sorta dove sostò l'ultima volta la Madonna, si incontrano per ricordare l'evento le popolazioni di questi comuni.